# Дюссельдорф-Бенрат
Бенрат (нем. Benrath) — один из 50 районов Дюссельдорфа, расположенный в 9-м южном округе на берегах Рейна и Иттера. В первую очередь известен дворцовым и садово-парковым комплексом, а также паломническим храмом Святой Цецилии. Центром района является старая торговая площадь Бенратер Марктплац.

## География

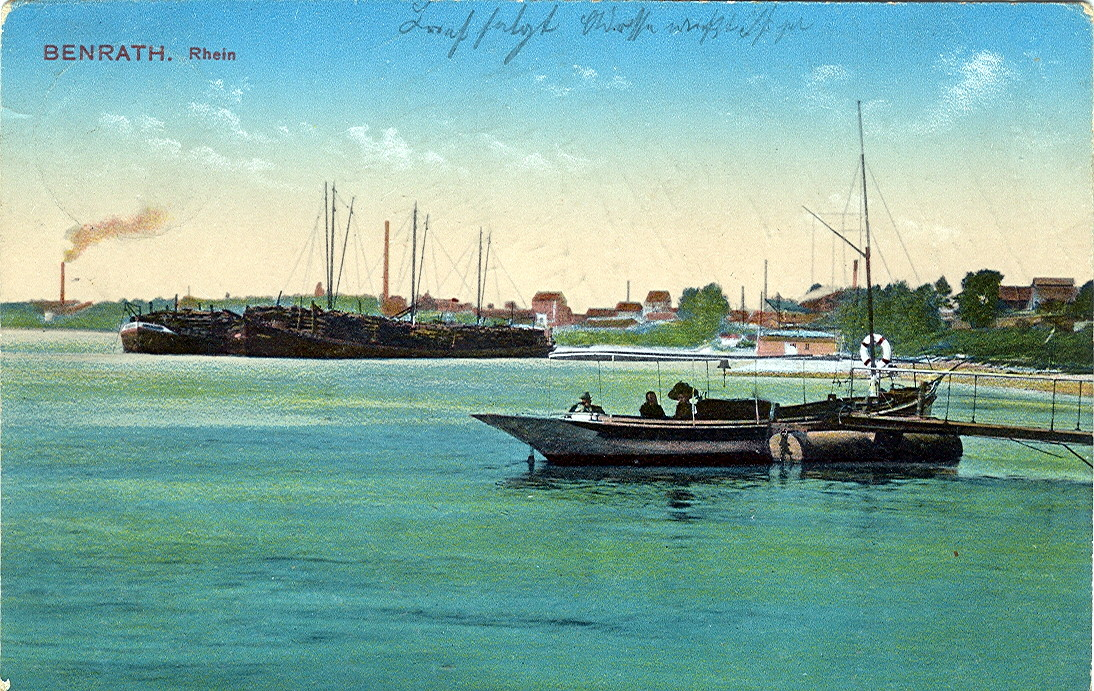
Рейн у Бенрата, 1913 год

Бенрат омывается с запада Рейном, на севере граничит с районами Дюссельдорфа Райсхольц, Хольтхаузен и Хассельс, на востоке с городом Хильден, на юге с районами Дюссельдорфа Гарат и Урденбах.
Территория Бенрата неофициально делится железнодорожной линией Дюссельдорф-Кёльн на две части: Западный Бенрат (собственно Бенрат) и Восточный Бенрат (Паульсмюле).
На площади 5,90 км² проживает 15831 житель (по состоянию на 31 октября 2007 года). Средняя плотность населения равна 2683 человек на км².
Вся территория района расположена на высокой первой надпойменной террасе Рейна и прорезается либо старыми заброшенными рукавами реки, либо небольшими притоками, более напоминающими крупные ручьи. Ещё в начале средних веков территория была покрыта тёмными буково-дубовыми лесами, с небольшими участками сосновых боров и заболоченными низинами. Эта территория выделена в особый ландшафтный природно-территориальный комплекс «Бенратская Рейнская равнина».
Географическое положение очень выгодное. Через район проходят важные транспортные пути: многоколейная железнодорожная магистраль и автобан, связывающие Дюссельдорф с Кёльном. Выгоден активно используемый в судоходстве Рейн. Способствует внешним связям и плоская легкодоступная низменная равнина, на которой полностью располагается Бенрат.

## Парки

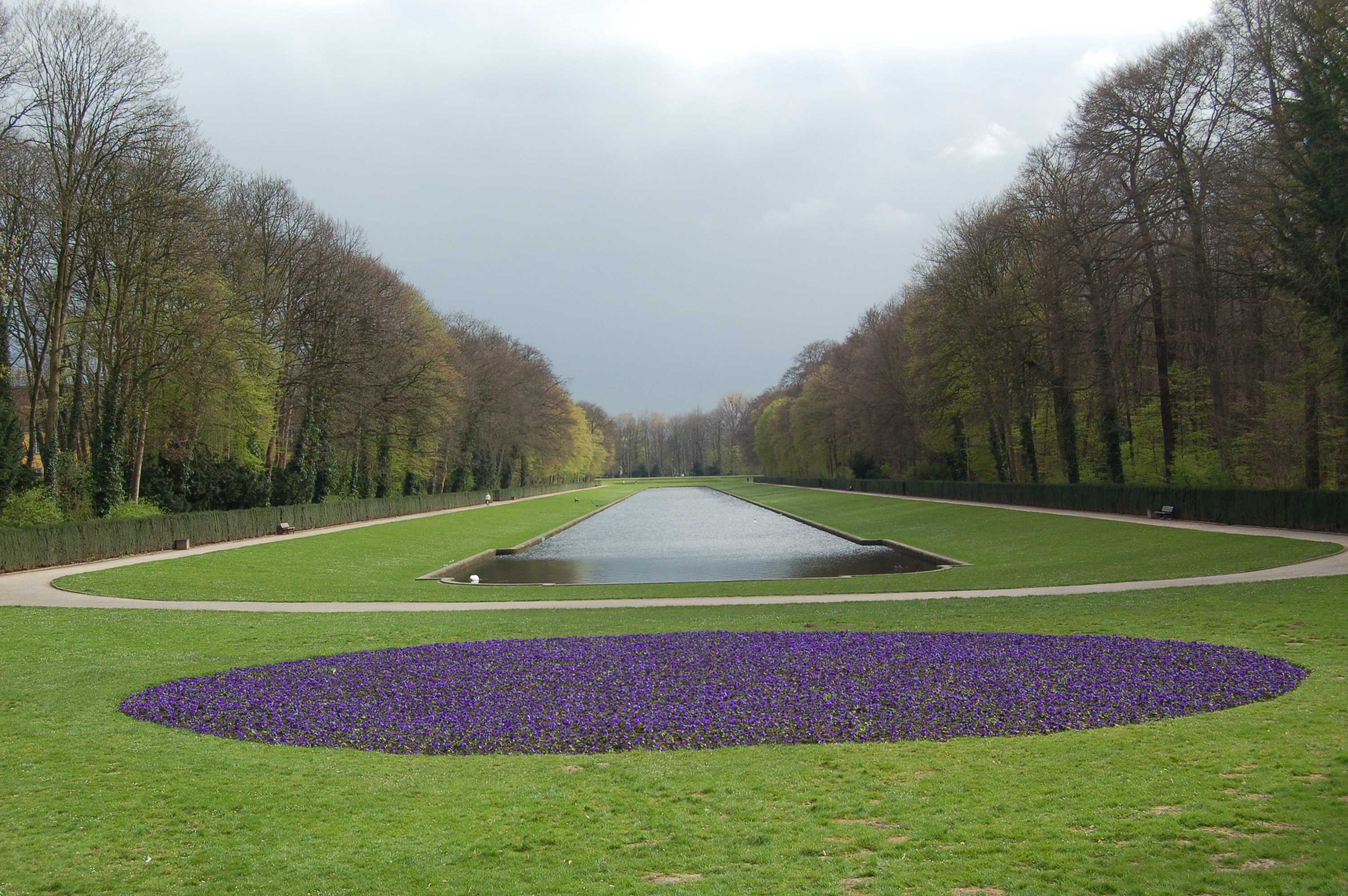
Парк Бенрат

- Парк Бенрат. Охраняемая природная территория между рекой Рейн и дворцом Бенрат. Является гордостью садово-паркового искусства южного Дюссельдорфа и излюбленным местом отдыха не только жителей района, но и всего города. На его основе создан музей садово-паркового искусства и полюбоваться летним парком приезжают жители не только Германии, но и соседних Нидерландов и Бельгии.

- Лес Бенрат. Часть крупного лесного охраняемого массива «Городской лес Дюссельдорфа» (Южный лесной участок). Расположен на востоке района Бенрат, между автобаном А59 и городом Хильден. Зона отдыха, используемая бегунами-марафонцами для тренировок. Через лес проходит наиболее короткий пешеходный путь из Дюссельдорфа в Хильден.

## Экология
В 90-е годы XX века в Бенрате были выявлены источники загрязнения грунтовых вод. В 2010 году началась их очистка. Но тем не менее экологическая проблема Бенрата продолжает оставаться актуальной.

## История

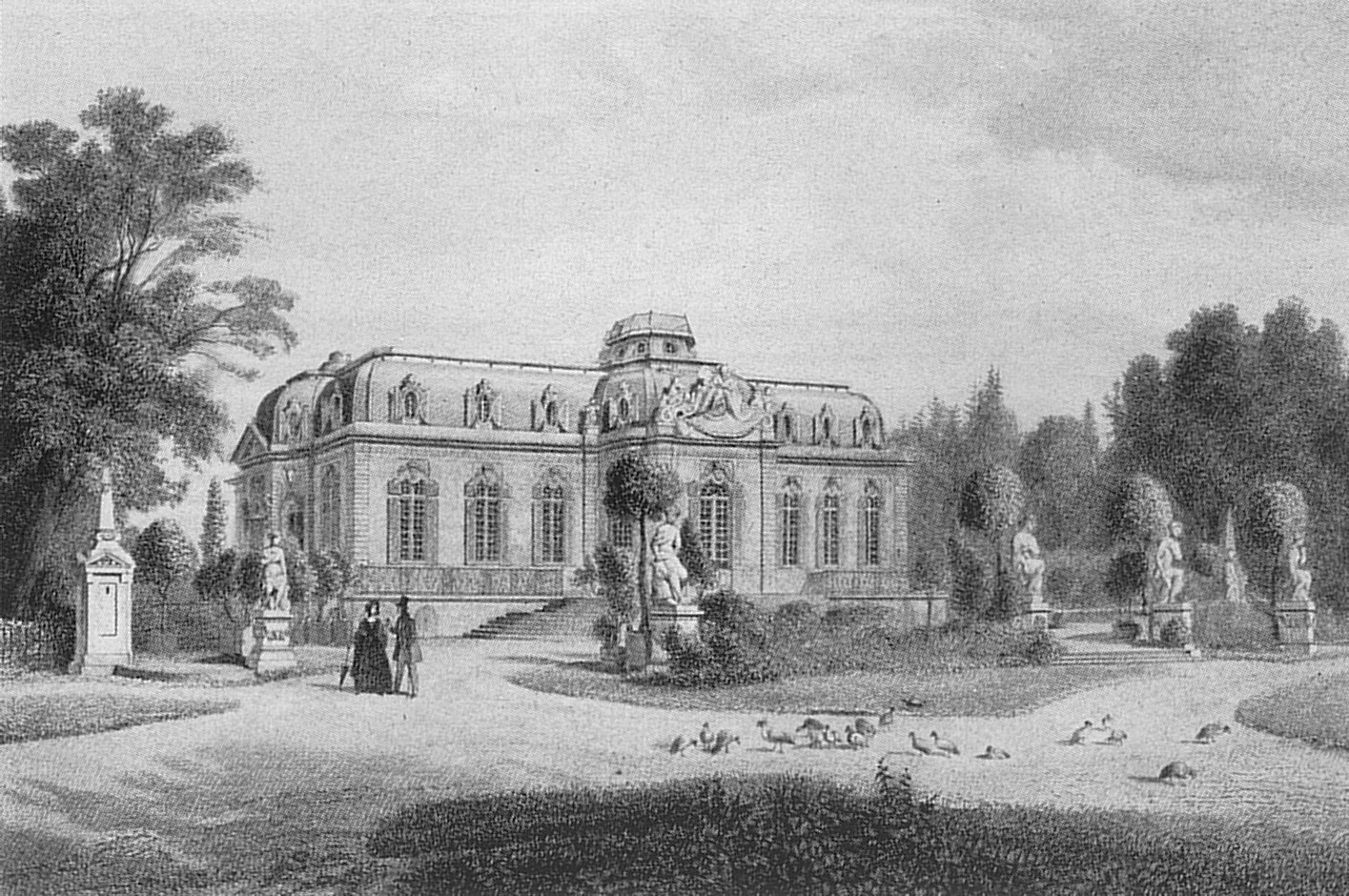
Дворец Бенрат в 1-й половине XIX века

История названия района восходит, вероятно, к V веку. Хотя документы отсутствуют, полагается, что эта местность называлась «Rode» (убирание) или «Roide» (убранная область). Первое документальное свидетельство появляется в XIII веке. Тогда в одном из кёльнских документова находится указание на некоего господина «Everhard de Benrode». Его усадьба и угодья располагались во владениях графской семьи Берг. От названиях тех первых крестьянских усадьб, располагавшихся на территории современного Бенрата, остались только названия улиц, в том числе и улицы Бенроде.
Долгое время Бенрат был самостоятельным населённым пунктом и только в 1929 году он был присоединён к Дюссельдорфу.
См. также Паломничество к Чёрной Мадонне Бенратской
См. также Храм Святой Цецилии (Дюссельдорф-Бенрат)
См. также Евангелическая церковь Благодарения

## Образовательные учреждения

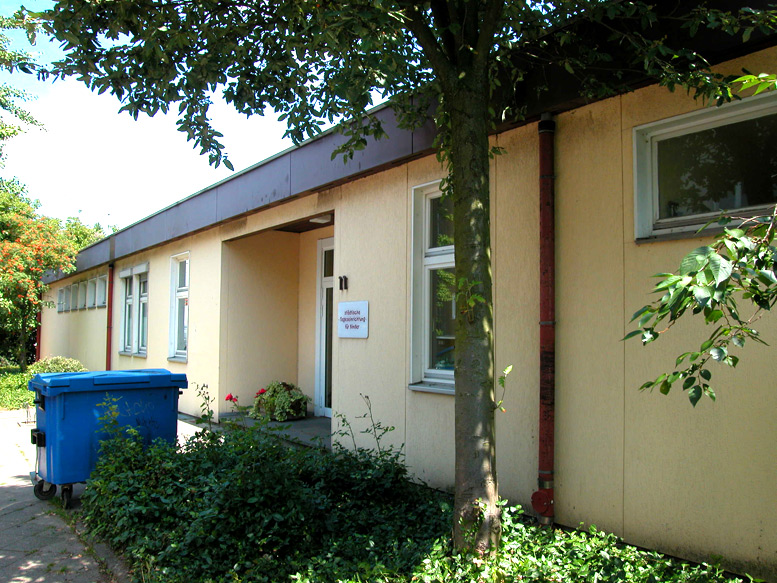
Городское детское учреждение продлённого дня Балькештрассе

В Бенрате существует полный комплекс начальных и средних учебных заведений, начиная от детских садиков и до уровня гимназий, колледжа. Более высокий уровень образования в Бенрате получить пока невозможно.
- Гимназия имены Аннетте фон Дросте-Хюльсхофф.
- Дворцовая гимназия.
- Профессиональный колледж имени Альбрехта Дюрера.
- Детские дошкольные учреждения:[2]:

 — католическое детское учреждение продлённого дня святой Цецилии(Katholische Kindertagesstätte Sankt Cäcilia). Адрес: Am Mönchgraben 47;
 — католическое детское учреждение продлённого дня святой Цецилии (Katholische Kindertagesstätte Sankt Cäcilia). Адрес: Wimpfener Straße 17;
 — евангелическое детское учреждение продлённого дня (Ev. Kindertagesstätte Benrath). Адрес: Calvinstraße 1;
 — городское детское учреждение продлённого дня Балькештрассе (Städtische Kindertagesstätte Balckestraße). Адрес: Balckestraße 11;
 — городской детский сад Меланхтонштрассе (Städtischer Kindergarten Melanchthonstraße). Адрес: Melanchthonstraße 2a.

## Торговля
Является одним из основных направлений деятельности активной части населения Бенрата. Она привлекает в Альтштадт Бенрата многочисленных туристов и посетителей.

### Книжная торговля
- Магазин книг по сниженным ценам «Бюхер Архе» (Bücher Arche)
- Местный книжный магазин «Буххандлунг Дитш» (Buchhandlung Dietsch)

### Торговля продуктами питания
- Универсальный магазин Альди (Aldi) — Восточный Бенрат
- Универсальный магазин Лидл (Lidl) — Восточный Бенрат
- Универсальный магазин Реве (Rewe) — Альтшадт Бенрата

## Общественный транспорт
Бенрат очень хорошо связан линиями общественного транспорта как с центром Дюссельдорфа, так и с окружающими районами и ближайшими населенными пунктами за пределами города. Бенрат имеет значение регионального транспортного узла. Железнодорожный вокзал совмещен с автовокзалом, рядом с которыми проходят линии городского трамвая и метро-трамвая.

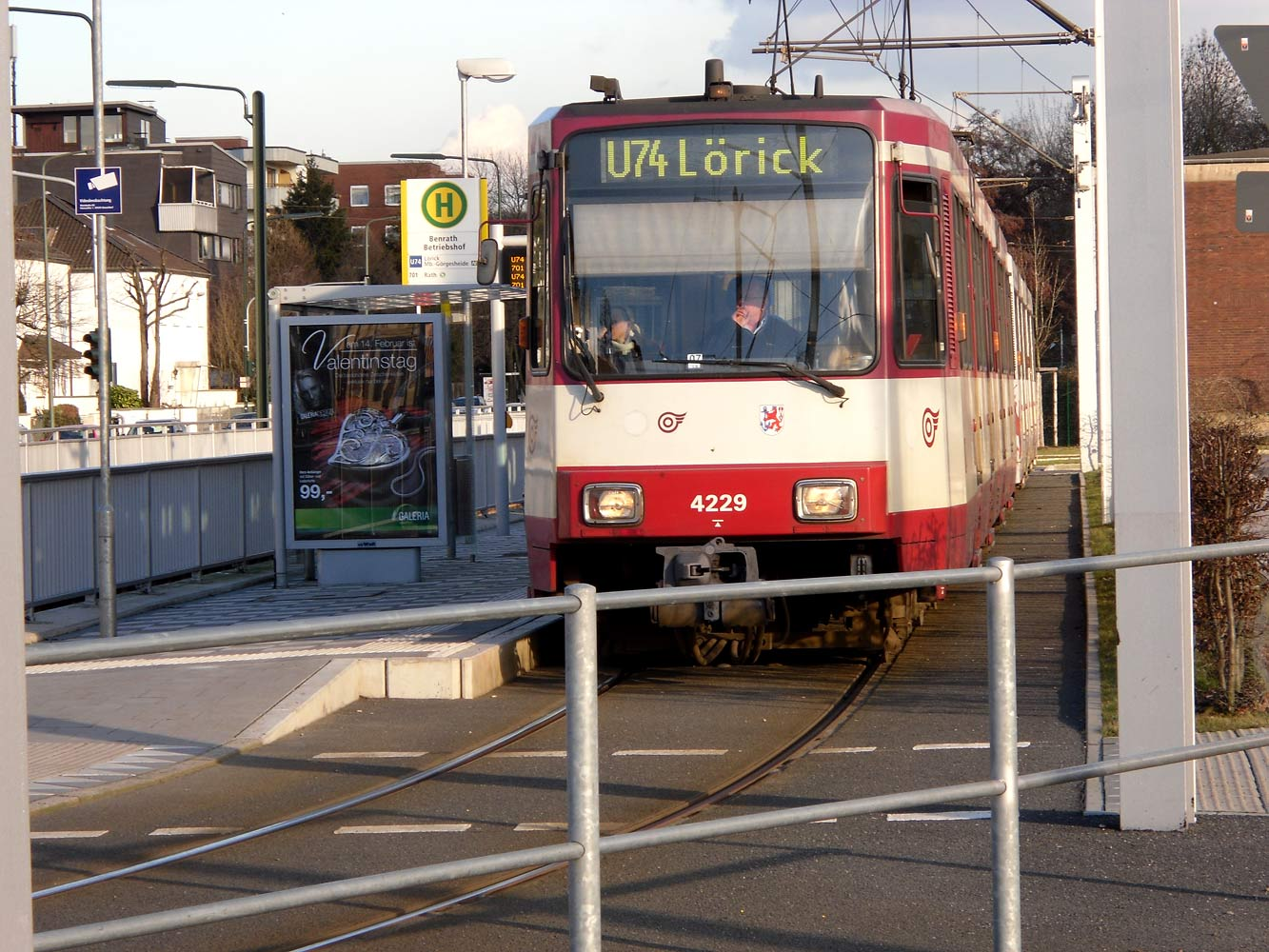
Конечная остановка метротрамвая в Бенрате

### Рельсовый транспорт
- Вокзал Бенрат — железнодорожный вокзал района
- NRW-экспресс RE 1: Региональный экспресс Падерборн — Дортмунд — Дюссельдорф — Бенрат — Кёльн — Ахен.
- RE 5: Региональный экспресс Везель-Дюссельдорф-Кёльн-Кобленц.
- S 6: Пригородный электропоезд Эссен-Дюссельдорф-Кёльн.
- S 68: Пригородный электропоезд Лангенфельд-Дюссельдорф-Вупперталь. Ходит только в напряжённые утренние и вечерние часы как дополнительный поезд.
- U 74: Метротрамвай Бенрат-центр Дюссельдорфа-Лёрик.
- 701: Трамвай Бенрат-центр Дюссельдорфа-Рат.

См. также Бенратская трамвайная сеть

### Автобусные линии
- 730: Бенрат-Хассельс-Райсхольц-Эллер-Гересхайм-Графенберг-Унтеррат.

- 778: Кольцевой Бенрат-Гарат-Бенрат.

- 779: Кольцевой встречный Бенрат-Гарат-Бенрат.

- 784: Бенрат-Хильден-Хан.

- 788: Бенрат-Монхайм-на-Рейне.

- 789: Хольтхаузен-Бенрат-Монхайм-на-Рейне.

## Велосипедные маркированные маршруты
Через Берат проходят шесть официальных маркированных велосипедных маршрутов, предназначенных как для велопутешественников и туристов, так и для ежедневного пользования внутри Дюссельдорфа.
- Европейская Рейнская Велодорога (Rheinradweg). Протяженность 1230 км. Начинается в Швейцарских Альпах и заканчивается в Нидерландах. Одна из самых популярных в Западной Европе велосипедных дорог транс-европейского значения.

- D7 — паломнический веломаршрут ФРГ: Ахен-Бенрат-Бад Ибург (Гамбург).

- D8 — Рейнский веломаршрут: Клеве-Бенрат-Бонн. 235 км. Маршрут отличается от Европейской Рейнской Велодороги.

- Рейнский путь — дорога впечатлений (Erlebnisweg Rheinschiene): Бонн-Бенрат-Дуйсбург-Эммерих. 357 км.

- Еврога (Euroga): сеть велосипедных дорожек между Рейном и Маасом (ФРГ-Нидерланды). Функционирует с 2002 года. 620 км.

- Веломаршрут отдыха номер 6. Внутридюссельдорфский веломаршрут: Бенрат-Гарат-Урденбах.

## Улицы
По данным на 1 января 2009 года в Бенрате насчитывается 98 улиц различного типа. Из них пять в старом городе относятся к пешеходным. Главная торговая улица — Hauptstraße («Главная улица») находится в старом городе и посещается многочисленными туристами. Именно на ней проводится большинство массовых праздников Бенрата. Наиболее транспортной является улица Heubestraße («Улица Хойбе»). Она соединяет железнодорожный вокзал с дворцом и парком Бенрат и на ней расположены остановки трамвая 701, метротрамвая U74 и нескольких линий автобусов. Наиболее загруженные транспортом улицы связывают Бенрат с центром Дюссельдорфа и городом Хильден.
По территории Бенрата проходит участок автобана А59 и скоростной магистрали северо-западного направления.
См. также Список улиц Бенрата

## Культура
- Памятники архитектуры Бенрата
- Утраченные памятники архитектуры Бенрата: Хаус Айнзидельн
- Фонтаны Бенрата

### Музеи
- Дворца Бенрат

- Естественной истории Дюссельдорфа (Музей природы Дюссельдорфа)

- Музей Европейского садово-паркового искусства

### Массовые праздники
Май:
- Букинистическая ярмарка. Проводится в одну из суббот начала мая.
- Бенратская ярмарка цветов и керамики. В 2010 году проводилась в 8-й раз.

Июнь:
- Бенратский праздник детства. В 2009 году проводился в 19-й раз.

Июль-Август:
- Праздник защитников Бенрата и выборы короля с королевой. Ежегодный праздник, проводится в начале июля. В 2009 году отмечалось 450 летие со дня введения праздника.

- Праздник пива. Проводится в конце июля-начале августа. Многолетний праздник, пользуется большой популярностью.

- Концерт в парке Бенрат с симфоническим оркестром и цветомузыкой, совмещенной с фейерверком. Проводится под патронатом мэра Дюссельдорфа и считается крупнейшим мероприятием подобного рода на Нижнем Рейне.

- Бенратский дворцовый марафон. Проводится впервые в 2009 году.

Октябрь:
- Массовый крестный ход с чудотворным изображением «Чёрной Мадонны Бенратской» из храма Святой Цецилии в парк Бенрат и обратно. Проходит во второе воскресенье октября.

Ноябрь-Декабрь:
- Рождественская и новогодняя ярмарка.